# شوتلان‌لی (آغجه‌آباد)
شوتلان‌لی (به لاتین: Şotlanlı) یک منطقه مسکونی در جمهوری آذربایجان است که در شهرستان آغجه‌آباد واقع شده است. شوتلان‌لی ۲۸۵ نفر جمعیت دارد.